# Леандро-Алем
Леандро-Алем (исп. Leandro N. Alem) — город в Аргентине в провинции Мисьонес. Административный центр одноименного департамента — Леандро-Алем.
По переписи 2010 года в городе проживало 23 339 жителей. Жители употребляют в качестве названия — город Алем.
Назван в честь Леандро Нисефоро Алема, аргентинского политика XIX века, общественного деятеля, лидера и основателя радикальной партии Гражданский радикальный союз).
Ежегодно в городе Алем проводится Национальный Рождественский фестиваль.